# Antoine-Louis Manceaux
Antoine-Louis Manceaux, né le 27 octobre 1862 à Calvi et mort à Beauvais le 13 novembre 1939, est un peintre, illustrateur et lithographe français.

## Biographie
Antoine-Louis Manceaux devient pensionnaire des Beaux-arts de Marseille de 1882 à 1884, puis réussit le concours aux Beaux-arts de Paris et devient l'élève d'Alexandre Cabanel, d'Alfred Delauney et d'Auguste Maillard. Il tente deux fois le prix de Rome en peinture (1890, 1892).
Il montre ses peintures pour la première fois au Salon des artistes français en 1884, où il expose régulièrement jusqu'en 1929, devenant membre de cette société. Il remporte la médaille d'argent au Salon de 1914 pour sa peinture L'Émeute, puis la médaille d'or en 1921 pour sa toile Le Deuil au pays noir. En 1929, il remporte la médaille d'or dans la section gravure de ce salon.
Il exécute des lithographies de Beauvais, ville où il est professeur de dessin de 1892 à 1925, dans un lycée, ainsi que pour la Manufacture nationale de tapisserie. Il fournit des illustrations à partir de dessins lithographiés en couleurs à l'éditeur parisien Maurice Glomeau. 
En 1938, il est fait chevalier de la Légion d'honneur à titre civil.

## Distinctions
- Officier du Nichan Iftikhar
- Chevalier de la Légion d'honneur (1938)

## Œuvre

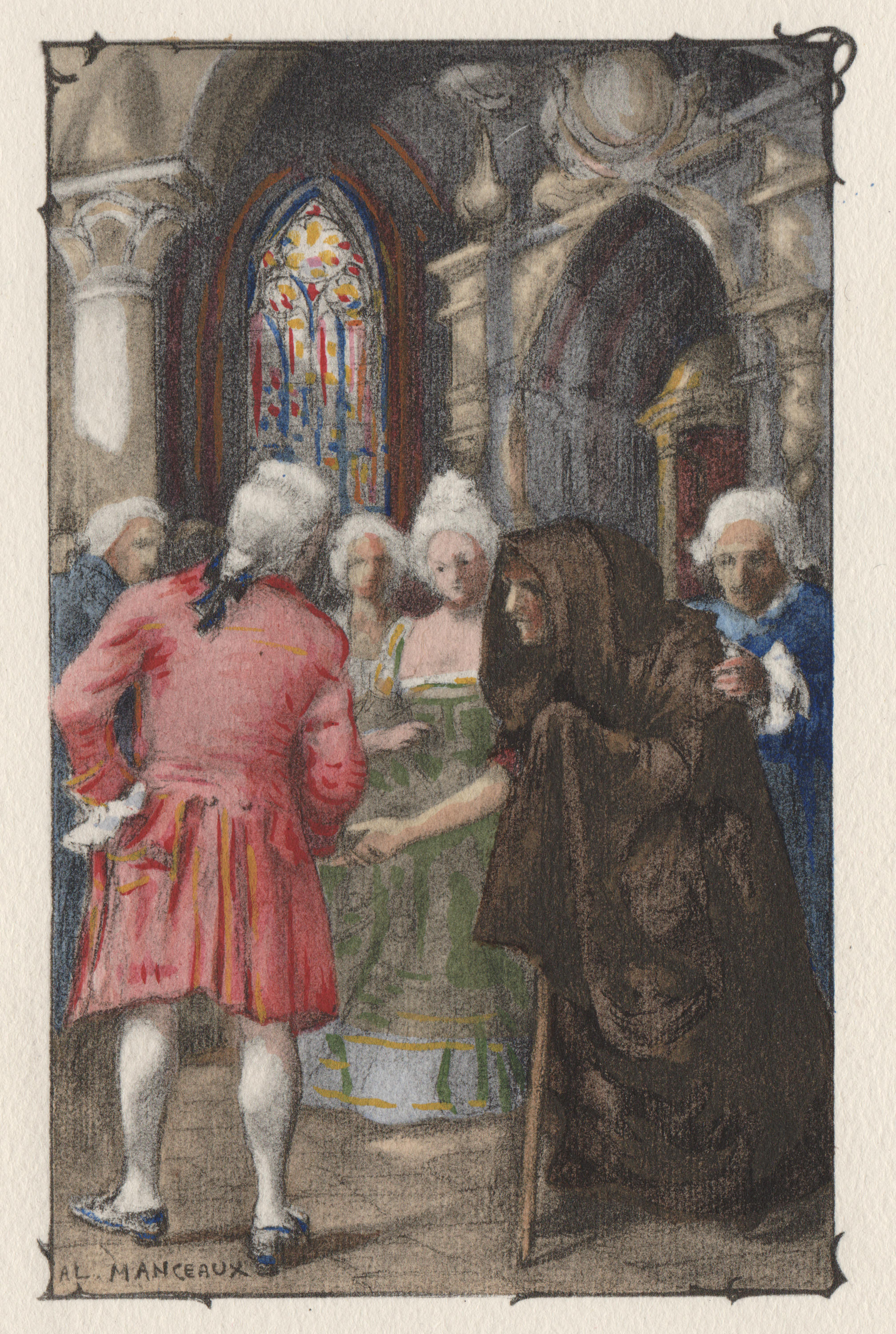
Frontispice de La Morte vivante (1921).

Ses peintures et illustrations sont signées « L. Manceaux » ou « A.-L. Manceaux ».

### Peintures
- Peintures conservées au musée des beaux-arts de Troyes[4].
- Marée basse dans le Finistère[5]

### Ouvrages illustrés
- Georges Turpin, Le Vieux Beauvais, lithographies, Prévot, 1913.
- Georges Turpin, La Cité en flammes, suivie de Jacques Avery, la sorcière & Jehan de Falaise, six lithographies, Paris, Maurice Glomeau, 1914.
- Pétrone, Le Satyricon, préface de Jean Redni, Paris, Maurice Glomeau, [s.d.].
- Charles Nodier, Le Dernier Banquet des Girondins, Maurice Glomeau, Editeur, 1920.
- Restif de la Bretonne, La Morte vivante, illustrations à la manière du XVIIIe siècle, Paris, Maurice Glomeau, 1921.
- Lucien de Samosate, Anacharsis ou Des Exercices du corps, Paris, Maurice Glomeau, 1927.
- Baudelaire, Les Fleurs du mal, Paris, Maurice Glomeau, 1927.
- Alphonse de Lamartine, Méditations poétiques, Maurice Glomeau, 1929.